# Leologane
Leologane è un villaggio del Botswana situato nel distretto di Kweneng, sottodistretto di Kweneng East. Il villaggio, secondo il censimento del 2011, conta 823 abitanti.